# خوان واسکوئز (بازیکن فوتبال)
خوان واسکوئز (انگلیسی: Juan Vázquez; ۱۴ ژوئیهٔ ۱۹۱۲ – ۲۲ آوریل ۱۹۵۷) بازیکن فوتبال اهل اسپانیا بود.
از باشگاه‌هایی که در آن بازی کرده‌است می‌توان به باشگاه فوتبال سلتاویگو، باشگاه فوتبال اتلتیکو مادرید، و باشگاه فوتبال دپورتیوو لاکرونیا اشاره کرد.
وی همچنین در تیم ملی فوتبال اسپانیا بازی کرده‌است.